# Consiliul Mondial al Bisericilor
Consiliul Mondial al Bisericilor a fost înființat la 23 august 1948 și este de atunci organul central al mișcării ecumenice. Biserica Romano-Catolică nu este membră a Consiliului Mondial al Bisericilor, dar colaborează cu acesta în calitate de observator.
Biserica Ortodoxă Română a aderat la Consiliul Mondial al Bisericilor în anul 1961, împreună cu Biserica Evanghelică de Confesiune Augustană din România. Tot în 1961 au aderat la CMB mai multe Biserici Ortodoxe din spațiul comunist, în frunte cu Biserica Ortodoxă Rusă. Acest fapt a marcat o schimbare de optică a politicii externe sovietice, care s-a folosit de organisme internaționale pentru a-și îmbunătăți propria imagine.
Reprezentantul BOR în Consiliul Mondial al Bisericilor în anii 1970 și în anii 1980 a fost mitropolitul Antonie Plămădeală, care la vremea respectivă avea gradul de colonel de Securitate, potrivit mărturiei lui Mircea Dinescu.

## Înființare
Prima inițiativă de a înființa un Consiliu Ecumenic al Bisericilor a venit în anul 1937, însă izbucnirea celui de-al doilea război mondial a amânat punerea în aplicare a acestei inițiative până în anul 1948. Consiliul Mondial al Bisericilor a fost așadar înființat în anul 1948 de către reprezentanții a 147 de Biserici.

## Membri
În prezent bisericile membre ale CMB sunt în număr de 349 și provin din mai mult de 110 de țări din toate continentele. Printre acestea se află aproape toate Bisericile Ortodoxe din întreaga lume precum și numeroase Biserici care s-au format pornind de la Reforma protestantă din secolul al XVI-lea (Biserica anglicană, baptistă, luterană, metodistă și reformată) și un mare număr de biserici protestante unite și independente.